# Michal Novák (hokejbalista)
Michal Novák (* 15. března 1999 Ústí nad Orlicí) je český juniorský reprezentant a juniorský mistr světa v hokejbalu. Startoval na juniorském mistrovství světa v hokejbalu v Kanadě 2018.

## Sportovní kariéra
Novák působí na postu brankáře. Je odchovancem SK OEZ Testa Letohrad, kde prošel všemi mládežnickými kategoriemi. Mezi seniory nakoukl v sezóně 2013/2014 2. Národní hokejbalové ligy v dresu Letohradského B týmu. Od sezóny 2015/2016 působí na střídavý start v klubech SK Kometa Polička (působící v 1. Národní hokejbalové lize) a SK Hokejbal Letohrad působící v Extralize hokejbalu. Zatímco v Poličce se střídá na pozici týmové jedničky s Michalem Šupíkem, v Letohradu kryje záda dlouhodobému parťákovi Janu Šimarovi.
První start za reprezentační Áčko si připsal 14. srpna 2021, kdy odchytal první třetinu přípravného zápasu se Slovenskem v Litomyšli.

## Sportovní úspěchy
- MS do 20 let 2018 (St. John's) − 1. místo[2]

### Sezónní statistiky[3]
| Sezóna  | Tým                    | Liga                        | Počet zápasů | Minuty | Obdržené Branky | Střely proti | Úspěšnost zákroků v % |
| ------- | ---------------------- | --------------------------- | ------------ | ------ | --------------- | ------------ | --------------------- |
| 2014/15 | SK Hokejbal Letohrad B | 2. Národní hokejbalová liga | 1            | 45     | 3               | 24           | 87,5                  |
| 2015/16 | SK Hokejbal Letohrad   | Extraliga hokejbalu         | 1            | 15     | 4               | 14           | 71,43                 |
| 2016/17 | SK Hokejbal Letohrad   | Extraliga hokejbalu         | 1            | 45     | 2               | 14           | 85,71                 |
| 2016/17 | SK Kometa Polička      | 1. Liga                     | 20           | 910    | 41              | 599          | 93,23                 |
| 2017/18 | SK Kometa Polička      | 1. Liga                     | 17           | 767    | 40              | 406          | 89,96                 |
| 2018/19 | SK Hokejbal Letohrad   | Extraliga hokejbalu         | 6            | 243    | 9               | 106          | 91,51                 |
| 2018/19 | SK Kometa Polička      | 1. Liga                     | 6            | 272    | 17              | 169          | 89,46                 |
| 2019/20 | SK Hokejbal Letohrad   | Extraliga hokejbalu         | 4            | 135    | 10              | -            | -                     |
| 2019/20 | SK Kometa Polička      | 1. Liga                     | 4            | 190    | 16              | -            | -                     |
| 2020/21 | SK Hokejbal Letohrad   | Extraliga hokejbalu         | 7            | 288    | 23              | 217          | 89,4                  |
| 2020/21 | SK Kometa Polička      | 1. Liga                     | 1            | 48     | 4               | 29           | 86,21                 |
| 2021/22 | SK Hokejbal Letohrad   | Extraliga hokejbalu         | 19           | 850    | 52              | 539          | 90,35                 |
| 2021/22 | SK Kometa Polička      | 1. Liga                     | 9            | 405    | 26              | 264          | 90,15                 |